# I-cel (darm)
Entero-endocriene I-cellen scheiden cholecystokinine (CCK) uit en hebben de hoogste slijmvliesdichtheid in de twaalfvingerige darm, met een afnemende hoeveelheid in de dunne darm. Ze regelen de galsecretie, de exocriene alvleeskliersecretie en het verzadigingsgevoel.